# Wilhelm Hoffmann (Architekt)
Johann Wilhelm Hubert Hoffmann (* 17. April 1820 in Köln; † 31. August 1897 in Paris) war ein deutscher Architekt, der einen großen Teil seines Lebens in Paris verbrachte.

## Anfänge in Köln
Er arbeitete zunächst als Zeichner in der Kölner Dombauhütte unter Dombaumeister Ernst Friedrich Zwirner zwischen 1842 und 1844. Von Hoffmann stammen die Nachzeichnungen ehemaliger Ornamentscheiben aus den Chorkapellenfenstern des Kölner Domes. Dombaumeister Zwirner gab nach Abschluss der Restaurierungsarbeiten durch Wilhelm Düssel im Sommer 1844 Hoffmann den Auftrag, die fehlenden Architekturrahmungen in den fehlenden Unterteilen zu ergänzen.

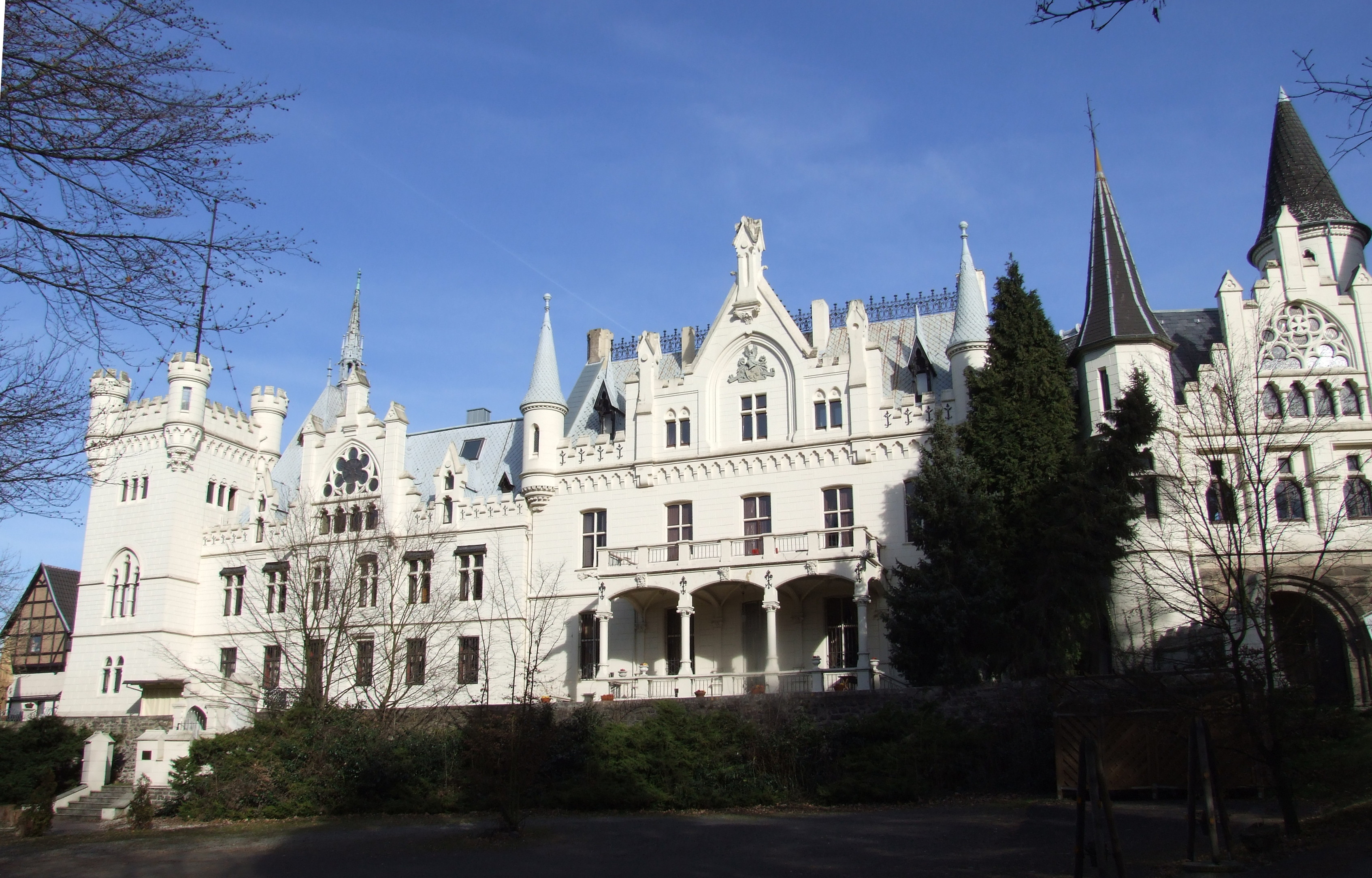
Kommende Ramersdorf, Parkschloss für die Familie Oppenheim

## Wirken in Paris
In der architekturhistorischen Literatur wird er als „in Frankreich geschulter Architekt“ bezeichnet. Im Jahre 1848 geht Hoffmann nach Paris, wo er für den Pariser Stadtbaumeister und Präfekten Baron Georges-Eugène Haussmann und Jules Gailhabaud arbeitete. Er wirkte maßgeblich an Gailhabauds Buch L’Architecture du V. au XVII. siecle (Paris 1857) mit. Aufschluss über Hoffmanns Pariser Jahre gibt der umfangreiche Briefwechsel mit Zwirner und dessen Nachfolger Richard Voigtel.

## Rückkehr nach Köln

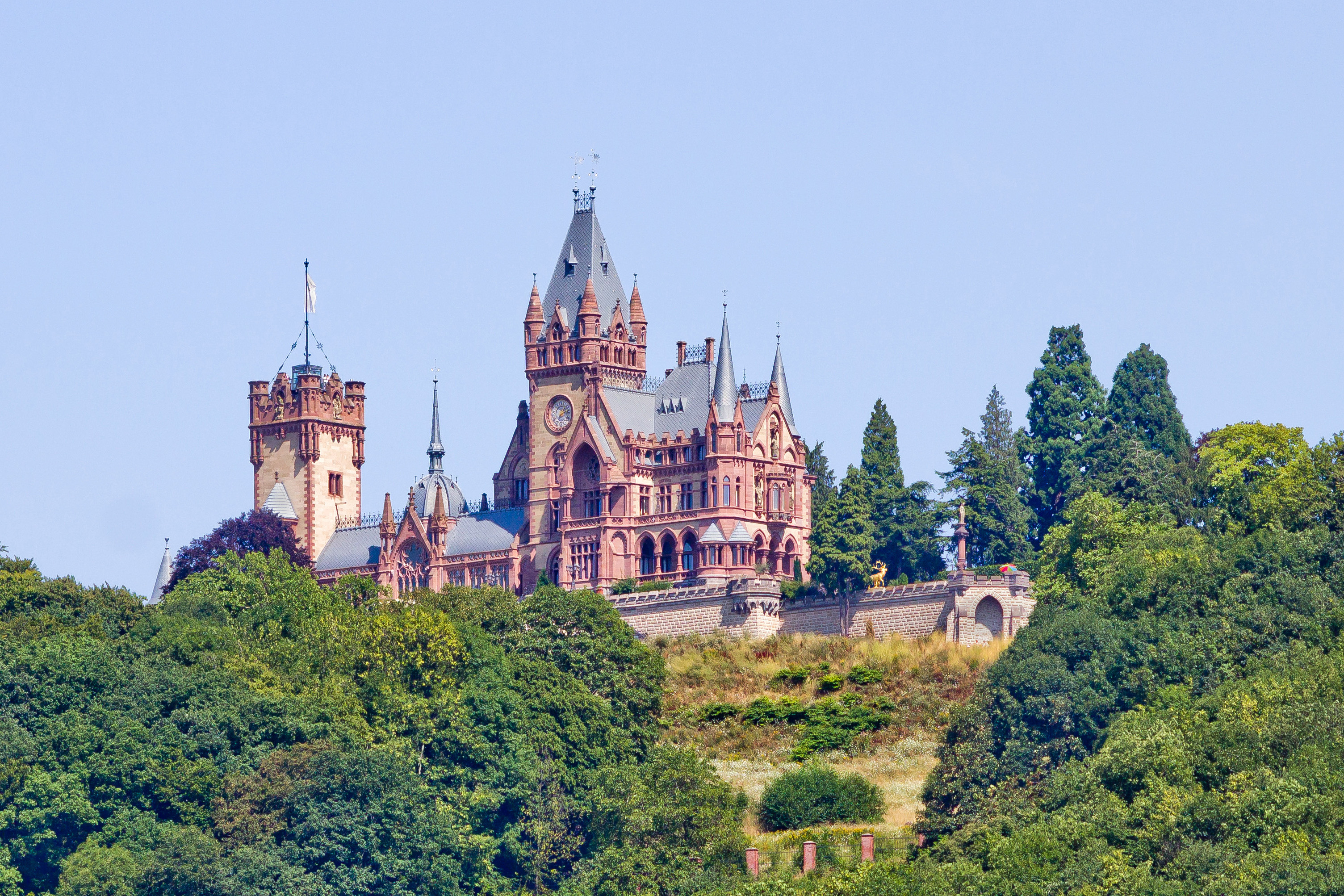
Schloss Drachenburg bei Königswinter

Im Jahre 1870 kehrte Hoffmann nach Köln zurück. Hier errichtete er für Eduard Freiherr von Oppenheim den Prunkbau Unter Sachsenhausen 37 auf der sich als Bankenmeile etablierenden Straße Unter Sachsenhausen im Stil des Historismus in der Version der französischen Renaissance. Im selben Jahr entstand zusammen mit Architekt Josef Felten das Haus für Albert Freiherr von Oppenheim (Glockengasse 3). Das Düsseldorfer Architektenduo Leo von Abbema und Bernhard Tüshaus fertigte 1882 die ersten Pläne für Schloss Drachenburg in Königswinter, die Hoffmann überarbeitete. 1885 erweiterte und überarbeitete Hoffmann die bestehende Anlage Kommende Ramersdorf in gotisierenden Formen, die sich an der Drachenburg orientierte. Hoffmann entwarf das Grabmal der Familien von Oppenheim auf dem Kölner Melaten-Friedhof. Hoffmanns Hauptschaffenszeit lag zwischen 1844 und 1885.

## Familie
Hoffmann war der Sohn des Kölner Uhrmachers Johann Joseph Hoffmann und der Tapetenherstellerin Christina geb. Gruber. 1882 heiratete er in Paris Anne Francoise Millet (1829–1897). Hoffmann starb am 31. August 1897 in Paris im Alter von 77 Jahren. Seine Ehefrau starb wenige Monate nach ihm. Die Grabstätte der Eheleute befindet sich auf dem Pariser Friedhof Cimetière du Montparnasse.